# Domingos Culolo
Domingos Culolo (nascido em 1941 na província do Uíge) é um diplomata e advogado angolano. Ele é o embaixador de Angola na Suécia. Antes da sua nomeação na Suécia, Culolo actuou como um diplomata de destaque na Eslováquia. Ele também actuou como procurador-geral e procurador-geral adjunto.